# Pterina
La pterina és un compost químic heterocíclic format per un sistema d'anells de pteridina, amb un grup cetona i un grup amino en les posicions 4 i 2 respectivament. N'existeixen diversos tautòmers. Entre els derivats de la pterina, es troben les pterines i els folats.
Les primeres pterines descobertes ho van ser en els pigments presents en les ales de les papallones i per això van rebre aquest nom derivat del grec pteron (πτερόν) que significa ala. Les pterines compleixen diversos papers en les coloracions dels organismes biològics. Les pterines també actuen com cofactors en diverses reaccions catalitzades per enzims.
Els folats són pterines conjugades que contenen àcid p-aminobenzoic i L-glutamats units al grup metil en la posició 6 del sistema d'anells pteridina.

## Tautòmers de la pterina

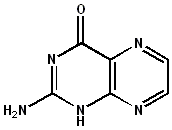
2-aminopteridin-4(1H)-ona
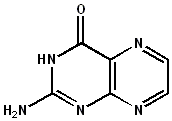
2-aminopteridin-4(3H)-ona
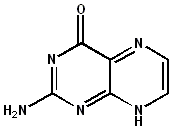
2-aminopteridin-4(8H)-ona
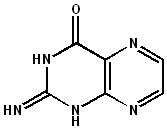
2-imino-2,3-dihidropteridin-4(1H)-ona
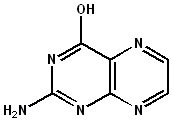
2-aminopteridin-4-ol

## Biosíntesi
La biosíntesi de les pterines comença a partir de la guanosina trifosfat (GTP); l'enzim que controla la conversió de GTP a pterina, la GTP ciclohidrolasa I, es troba tant en els procariota com en els eucariota.

## Altres pterines
La pterina pot existir en diverses formes en la natura depenent de la seva funció. La tetrahidrobiopterina, la pteridina no conjugada que és de mida més grossa en els vertebrats, és un cofactor en la hidroxilació molts compostos aromàtics i en la síntesi de l'òxid nítric. La molibdopterina és una pteridina substituïda que lliga el molibdè per a produir un cofactor redox implicat en reaccions d'hidroxilació, reducció de nitrat, i oxidació respiratòria. La tetrahidrometanopterina es fa servir per als organismes metanogènics. La cianopterina és una versió glicosilada de pteridina present en cianobacteris on té una funció encara desconeguda.